# Nike-Feuerstellung Kleingartach
Die Nike-Feuerstellung Kleingartach der US-Streitkräfte befand sich auf dem Höhenrücken des Heuchelbergs zwischen Stetten am Heuchelberg und Haberschlacht im baden-württembergischen Landkreis Heilbronn und war während des Kalten Kriegs ein Standort für Atomwaffen. Die Stellung war von 1959 bis 1969 Teil der westlichen Luftverteidigung mittels Nike-Hercules-Raketen. Danach diente sie bis 1977 als Basis für Pershing-IA-Raketen. Die Abschussbasis wird seit Mitte der 1980er Jahre von einer Erddeponie überdeckt.

## Lage
Die Verteidigungsstellung war während des Kalten Krieges Teil eines Flugabwehrgürtels gegen Luftangriffe aus dem Osten. Der Gürtel umfasste innerhalb Westdeutschlands insgesamt 52 Stellungen, die in einem Abstand von rund 150 Kilometern zur DDR-Grenze eingerichtet waren. Die auf dem Heuchelberg gelegene Abwehrstellung war nach der damals nächstgelegenen Stadt Kleingartach benannt, die 1971 nach Eppingen eingemeindet wurde. Zum Zeitpunkt ihrer Errichtung befanden sich die Anlagen auf den Gemarkungen von Kleingartach und Niederhofen (1971 nach Schwaigern eingemeindet). Heute gehören alle Flächen zu Schwaigern.
Die nächsten benachbarten Nike-Flugabwehrbatterien befanden sich nordöstlich bei Dallau, südwestlich bei Wurmberg und südlich bei Sachsenheim.
Die Feuerstellung mit den Abschussbasen lag auf dem in West-Ost-Richtung verlaufenden Rücken des Heuchelbergs zwischen Stetten am Heuchelberg im Norden und Haberschlacht im Süden (⊙). Sie konnte über einen Zufahrtsweg von der östlich vorbeiführenden Landesstraße 1107, die die beiden Orte verbindet, erreicht werden. Zur Stellung gehörten jeweils räumlich getrennt der Leitstand (Integrated Fire Control, IFC) und eine Unterkunft für die Mannschaften. Der Feuerleitstand befand sich rund 1600 Meter südwestlich inmitten von Feldern (⊙). Die Mannschaftsunterkunft lag dazwischen, nahe der Kreisstraße von Haberschlacht nach Kleingartach (⊙).

## Geschichte

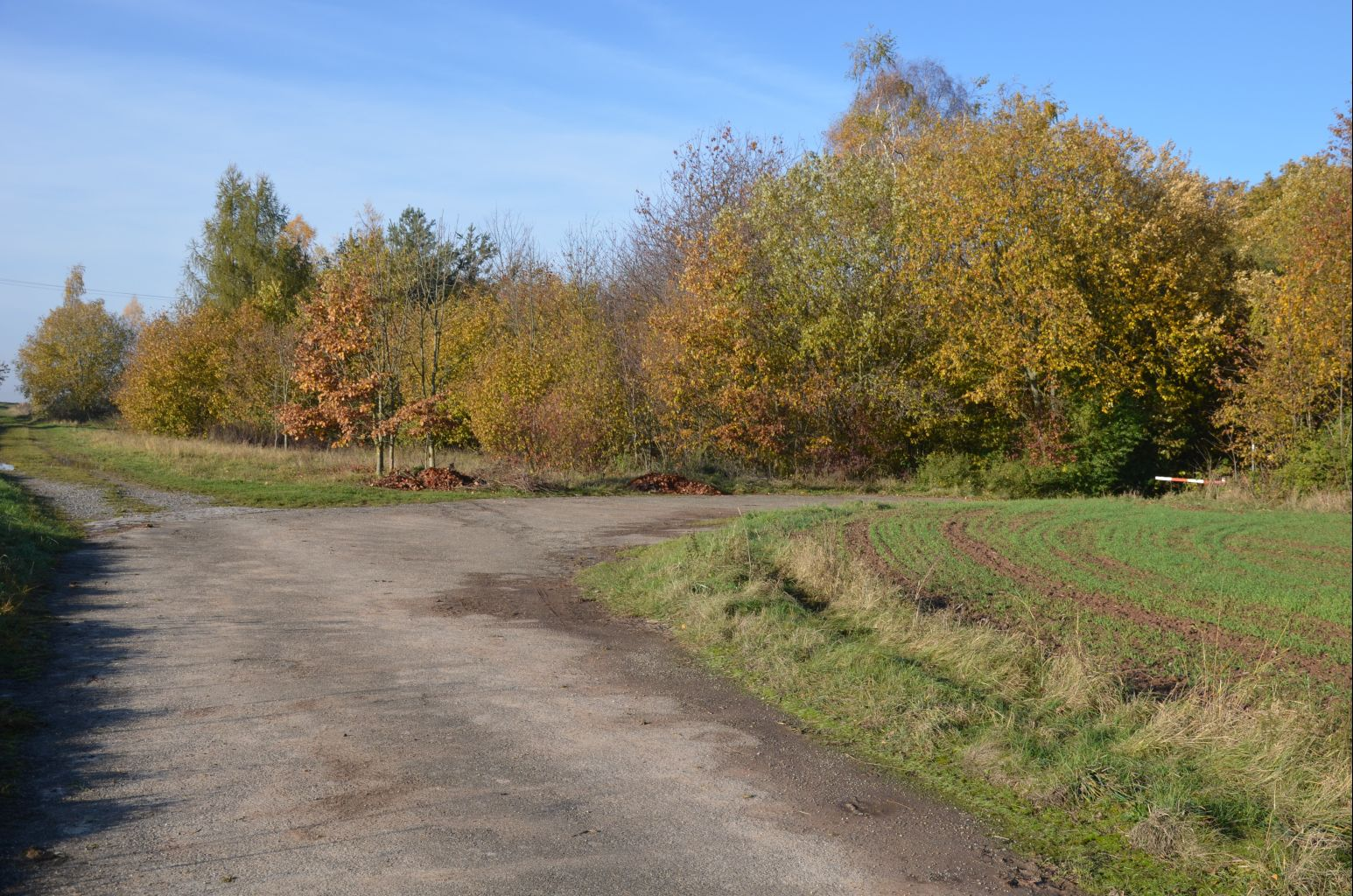
Zufahrtsweg zur ehemaligen Mannschaftsunterkunft (Nov. 2012)

Ende 1957 kamen in der Bevölkerung erste Gerüchte über den Bau einer Flugabwehrstellung auf dem Heuchelberg auf, worauf sich eine Protestbewegung organisierte. Der Heilbronner Gemeinderat forderte im Februar 1958 die Einstellung der Arbeiten. Dessen ungeachtet begann am 28. September 1958 offiziell der Bau. Am 15. August 1959 war die Anlage einsatzbereit, die offizielle Eröffnung fand am 15. Dezember 1959 statt. Die bis zu 220 Mann starke C-Battery des 3rd Missile Battalion der 71th US-Artillery-Group besetzte die Stellung mit atomar bestückten Flugabwehrraketen vom Typ Nike-Herkules. Um 1965 wurde das Kommando der NATO unterstellt.
Bereits 1969 wurde der Heuchelberg als Standort für das sukzessive ausgedünnte Nike-System aufgegeben. Im Anschluss richtete das in der Neckarsulmer Artillerie-Kaserne stationierte 3rd Battalion des 84th Field Artillery Regiment hier eine QRA-Stellung mit ebenfalls atomar bestückten Pershing-IA-Raketen ein. 1977 endete die militärische Nutzung, nachdem die Pershing-Raketen auf die Waldheide bei Heilbronn verlegt worden waren.
1984 wurden die Gebäude und Bunker der Abschussbasis gesprengt. Das Gelände dient seitdem als Erddeponie und wird bis heute (Stand 2012) nach und nach mit Erdaushub überdeckt. Ein Gipfel der Deponie bildet mit einer Höhe von 353 m ü. NN mittlerweile den höchsten Punkt des Heuchelbergs. Auf dem Gelände der Feuerleitstellung befindet sich heute ein Modellflugplatz. Von der Mannschaftsunterkunft sind minimale Reste erhalten geblieben.